# SOMOSOMO
SOMOSOMO（ソモソモ）は、日本のアイドルグループ。2019年5月に結成され、2019年7月1日にステージデビューした。略称（通称）は｢ソモ2｣。ファンの呼称は｢そももん｣。

## メンバー
| 名前                | 加入期 | 備考                                                    |
| ------------------- | ------ | ------------------------------------------------------- |
| アルティメット ミキ | 1期    | 2019年5月11日、お披露目 2019年7月1日、ステージデビュー  |
| ゴゴノ コトコ       | 1期    | 2019年5月11日、お披露目 2019年7月1日、ステージデビュー  |
| ツクヨミ ケイコ     | 1期    | 2019年5月11日、お披露目 2019年7月1日、ステージデビュー  |
| コモレビ ヒヨリ     | 2期    | 2019年12月6日、お披露目 2019年12月6日、ステージデビュー |
| シャンシャン マイ   | 4期    | 2023年4月2日、お披露目 2023年5月13日、ステージデビュー  |
| アオイ アオネ       | 4期    | 2023年4月2日、お披露目 2023年5月13日、ステージデビュー  |
| トマラナイ チヒロ   | 4期    | 2023年4月2日、お披露目 2023年5月13日、ステージデビュー  |

### 旧メンバー
| 名前            | 加入期 | 備考 |
| --------------- | ------ | --- |
| アマネアミ      | 1期    | 2019年5月11日、お披露目 2019年7月1日、ステージデビュー 2019年10月1日、脱退                              |
| クロサキ アヤカ | 2期    | 2019年12月6日、お披露目 2019年12月6日、ステージデビュー 2020年7月1日、脱退                              |
| ヘイワ ユメ     | 3期    | 2020年8月29日、お披露目 2020年10月3日、ステージデビュー 2021年1月31日、脱退                             |
| ユヅレナイ ユヅ | 3期    | 2020年8月29日、お披露目 2020年10月3日、ステージデビュー 2021年12月07日、脱退 現・アンスリューム日色ゆづ |
| ヨフカシ サエラ | 1期    | 2019年5月11日、お披露目 2019年7月1日、ステージデビュー 2022年2月20日、卒業                              |

## 略歴

### 2019年
- 5月、グループ結成。（アルティメット ミキ、アマネアミ、ヨフカシ サエラ、ゴゴノ コトコ、ツクヨミ ケイコの5名。）
- 7月1日、早稲田 クローバースタジオで行われた『SUPER SOMO LAND vol.0』にて、ステージデビュー（第1期）。
- 10月1日、体調・病気を理由に、アマネアミが脱退（4名体制へ移行）[1]。
- 12月6日、中野 heavysick ZEROで行われた『SOMO2新メン爆誕ライブ』にて、新メンバーの加入を発表（コモレビ ヒヨリ、クロサキ アヤカの2名）。新メンバー2名を含めた6名体制（第2期）が始動。

### 2020年
- 1月19日、渋谷 Milky Wayにて、SOMOSOMO 1st one-man『FIRST IMPACT』を開催。
- 7月1日、学業に専念するため、クロサキ アヤカが脱退（5名体制へ移行）[2]。
- 8月30日、オフィスビットHPにて、新メンバーの加入を発表（ユヅレナイ ユヅ、ヘイワ ユメの2名）[6]。
- 10月3日、渋谷 WOMBで行われた『BIT FES in SHIBUYA WOMB』にて、新メンバー2名を含めた7名体制（第3期）が始動。

### 2021年
- 1月24日、代官山 space ODDで行われた『BIT FES ~new~』にて、1月末を以て、ヘイワ ユメが脱退する旨を発表（6名体制へ移行）。
- 12月7日、横浜 1000 CLUBで行われた『ONE COIN BIT -SOMOSHIKAツアー目前SP-』を以て、ユヅレナイ ユヅが脱退（5名体制へ移行）。

### 2022年
- 2月20日、新宿 club SCIENCEで行われた『SOMOSOMO 単独公演-サエラ卒業SP-』にて、ヨフカシ サエラが卒業（4名体制へ移行）[5]。
- 9月10日、新宿 club SCIENCEで行われた『活休前ラストライブなので沢山の人に来て欲しいライブ』を以て、無期限活動休止[7]。
- 12月1日付けで、2020年2月より所属していた「株式会社オフィスビット」を退所[8]。
- 12月4日付けで、SOMOSOMOプロデューサーさかいが設立した新事務所「HASYAGE jp」（はしゃげ ジャパン）に移籍[8]。
- 12月25日、代官山 space ODDで行われた『大はしゃぎ単独！！！！』にて、活動再開[9]。

### 2023年
- 2月、SOMOSOMO初となる新メンバーオーディションを開催。
- 4月2日、新宿 HEAD POWERで行われた『SOMOSOMO東京定期単独公演』にて、新メンバーの加入を発表（シャンシャン マイ、アオイ アオネ、トマラナイ チヒロの3名）[10]。
- 5月13日、渋谷 WOMBで行われた『SOMO FES』にて、新メンバー3名を含めた7名体制（第4期）が始動。
- 7月1日、渋谷 WOMBにて『4th ANNIVERSARYONE MAN LIVE「百折不撓」』を開催。本公演にて、2024年2月にSOMOSOMO史上最大キャパシティ（2023年7月現在）となるZeppでの2公演の開催を発表（2024年2月14日、KT Zepp YOKOHAMA、2024年2月22日、Zepp SHINJUKU）[11]。

## 作品

### シングル
| No | 発売日         | タイトル                            | 規格品番                        | 備考 |
| -- | -------------- | ----------------------------------- | ------------------------------- | ---- |
| 1  | 2020年12月16日 | 群青のパレード/リバティマリオネット | 通常盤 BITR-001 初回盤 BITR-002 |      |
| 2  | 2023年12月22日 | 無色透明 / ノンフィクションガール   | SOMO-21                         |      |

### アルバム
| No | 発売日         | タイトル          | 規格品番             | 備考 |
| -- | -------------- | ----------------- | -------------------- | ---- |
| 1  | 2020年08月19日 | FIRST IMPACT      | DOLU31               |      |
| 2  | 2021年09月07日 | Reason for living | BITR-004             |      |
| 3  | 2022年05月18日 | Origin            | BITR-005             |      |
| 4  | 2024年05月28日 | QUEST             | SOMO2-01 〜 SOMO2-06 |      |

### ミニアルバム
| No | 発売日         | タイトル       | 規格品番 | 備考 |
| -- | -------------- | -------------- | -------- | ---- |
| 1  | 2024年07月01日 | 色々あったなぁ |          |      |

### 配信
| No | 発売日         | タイトル                          | 備考 |
| -- | -------------- | --------------------------------- | ---- |
| 2  | 2023年12月22日 | 無色透明 / ノンフィクションガール |      |